# Masken (1930)
Masken ist ein 1929 von Rudolf Meinert gedrehter Stummfilm, zugleich der letzte Detektivfilm der deutschen Filmreihe Stuart Webbs. In der Rolle des smarten Detektivs ist Karl Ludwig Diehl zu sehen.

## Handlung
Als Stuart Webbs sich gerade in seinem Club aufhält, wird er Zeuge eines Überfalls, der von einem bewaffneten Mann im Frack verübt wird. Der Täter entkommt unerkannt. Webbs weiß jedoch, um wen es sich handelt, nämlich um den einst zu Unrecht im Zusammenhang mit einem Bankraub verurteilten Jonny Stoll, der vor kurzem aus dem Gefängnis ausgebrochen ist. Stolls eigentlicher Plan: sich an dem wahren Täter des Bankraubs, einem gewissen Breitkopf, und an dem Bankier Clifford, der ihn damals vor Gericht beschuldigt hat, zu rächen. Tags darauf erhält Clifford Besuch von einem gewissen Professor Doux, einem älteren Herrn, der beabsichtigt, Öl-Aktien zu erwerben. Wenig später bleibt der Bankier gefesselt und geknebelt in seinem Büro zurück. Dann taucht auf einmal ein deutlich jüngerer Ausländer in der Bank auf, der wiederum Öl-Anteilsscheine verkaufen will. Handelt es sich bei beiden Männern um Stoll?
Als Webbs bei Clifford vorsprechen will, findet er den Bankier erneut geknebelt und gefesselt vor. Webbs will den mysteriösen Vorgängen, von denen er ahnt, dass sie im Zusammenhang mit Stoll stehen, auf den Grund gehen. In der Maskerade eines Chinesen geht er in die Pinte von Pitt, wo Jonny Stoll mit seiner Freundin Goldelse eine kleine Dachkammer bezogen hat. Plötzlich taucht die Polizei auf und führt eine Razzia durch. Zum Schein wird der „Chinese“ (Webbs) niedergeschlagen, anschließend werden alle Anwesenden abgeführt. Webbs, aus seiner vorgetäuschten Ohnmacht wieder erwacht, nutzt die Gelegenheit, um Stolls Unterschlupf aufzusuchen. Er verhilft Jonny zur Flucht, da er fest an dessen Unschuld glaubt. Wenig später kehrt die Polizei zurück. Mit Hilfe der Verlobten von Clifford (Elynor) kann der wahre Täter (Breitkopf) festgenommen werden.

## Produktionsnotizen
Gedreht wurde der letzte Stuart-Webbs-Film im Herbst 1929 im Berliner Grunewald-Atelier. Am 18. Dezember 1929 passierte Masken die Filmzensur, der Film wurde am 4. März 1930 im Titania-Palast uraufgeführt.
Webbs-Darsteller Diehl, der in den frühen Tonfilmjahren seinen Durchbruch zum Leinwandstar haben sollte, erhielt hier seine erste Hauptrolle.
Hermann Warm zeichnete für die Filmbauten verantwortlich. Der Entwurf für das Schüfftan-Verfahren stammte aus der Hand von Fritz Maurischat.
Von Masken wurde auch eine Tonfilmfassung mit Musik und Geräuschen angefertigt. Die deutsche Aufführung dieser von einer Pariser Firma hergestellten Version ist nicht mehr datierbar; in Österreich lief diese Fassung am 29. Juli 1930 in Wien an.

## Kritiken
- Hans Sahl schreibt: „Der alte, ehrliche Kintopp, der sich in den ersten Stuart-Webbs-Filmen austobte, ist durch Rudolf Meinert chemisch gereinigt worden. Die Photographie blitzt und funkelt … Aufmachung ist alles!“[1]
- Hans Flemming befand: „Ein etwas länglicher, aber sauberer Film, der den Freunden des Genres Gruseln und Spannung in Fülle bietet.“[2]
- Fritz R. Lachmann kam zu folgendem Schluss: „Mit dem Manuskript muß ein Malheur passiert sein. Jedenfalls ist der Film nach einer spannend gemachten Razzia auf einmal aus, ohne daß man weiß, ob der gesuchte Verbrecher, der entwischt ist, nun wirklich unschuldig und ein anderer schuldig, ob der Bankier ein Schurke oder ein lieber Mensch ist und anderes mehr.“[3]